# Florent Ibengé
Jean-Florent Ikwange Ibengé (* 4. Dezember 1961 in Kinshasa) ist ein ehemaliger kongolesisch-französischer Fußballspieler.

## Karriere

### Als Spieler
Der Abwehrspieler war in seine aktiven Zeit bei Iris Club de Lambersart, TeBe Berlin, Iris Club de Lambersart, Olympique Marcquois Football, OS Fives, Roubaix Football, SCO Roubaix 59, 
US Boulogne, Capreau Sports Wasquehal und Olympique Métropole Mons-en-Barœul aktiv.

### Als Trainer
Nachdem er im Sommer 2004 seine aktive Karriere beendet hatte, war er anfangs ohne Beschäftigung im Fußball. Im Jahr darauf startete er im Juni 2005 seine Trainer Karriere bei seinem ehemaligen Verein OS Fives. Er blieb anschließend drei Jahre Trainer des Olympique Sportive Fives de Lille und bekam 2008 das Angebot als Co-Trainer der Fußballnationalmannschaft der Demokratischen Republik Kongo. Nach der Entlassung von Patrick Nova als Nationaltrainer, bekam er den vakanten Posten als Cheftrainer von DR Kongo. Er blieb bis März 2009 Nationaltrainer seine Geburtslandes und kehrte im Sommer 2009 zu seinen ehemaligen Verein OS Fives zurück. Im Sommer 2010 ging Ibengé für eine Saison als Trainer zum SC Douai und trainierte den Verein bis April 2011. Im Sommer 2011 kehrte zu OS Fives zurück, wo er bis April 2012 das Promotion d'Honneur Régional Profiteam trainierte. Nach der Entlassung von Jean Tigana in China, wurde Ibengé zum Teamchef des chinesischen Erstligisten Shanghai Shenhua ernannt, da der Spielertrainer Nicolas Anelka keine Trainer-Lizenz besitzt. Am 30. Mai 2012 wurde Sergio Batista von Shanghai Shenhua als neuer Trainer verpflichtet, Ibengé wird Batista als Co-Trainer assistieren.